# Pascal Boucherit
Pascal Boucherit (n. 7 august 1959, Angers, Franța) este un caiacist ce a reprezentat Franța, medaliat olimpic. A participat la 3 ediții ale Jocurilor Olimpice (1984, 1988, 1992) în care a câștigat o medalie de bronz.